# Fernand Scribe

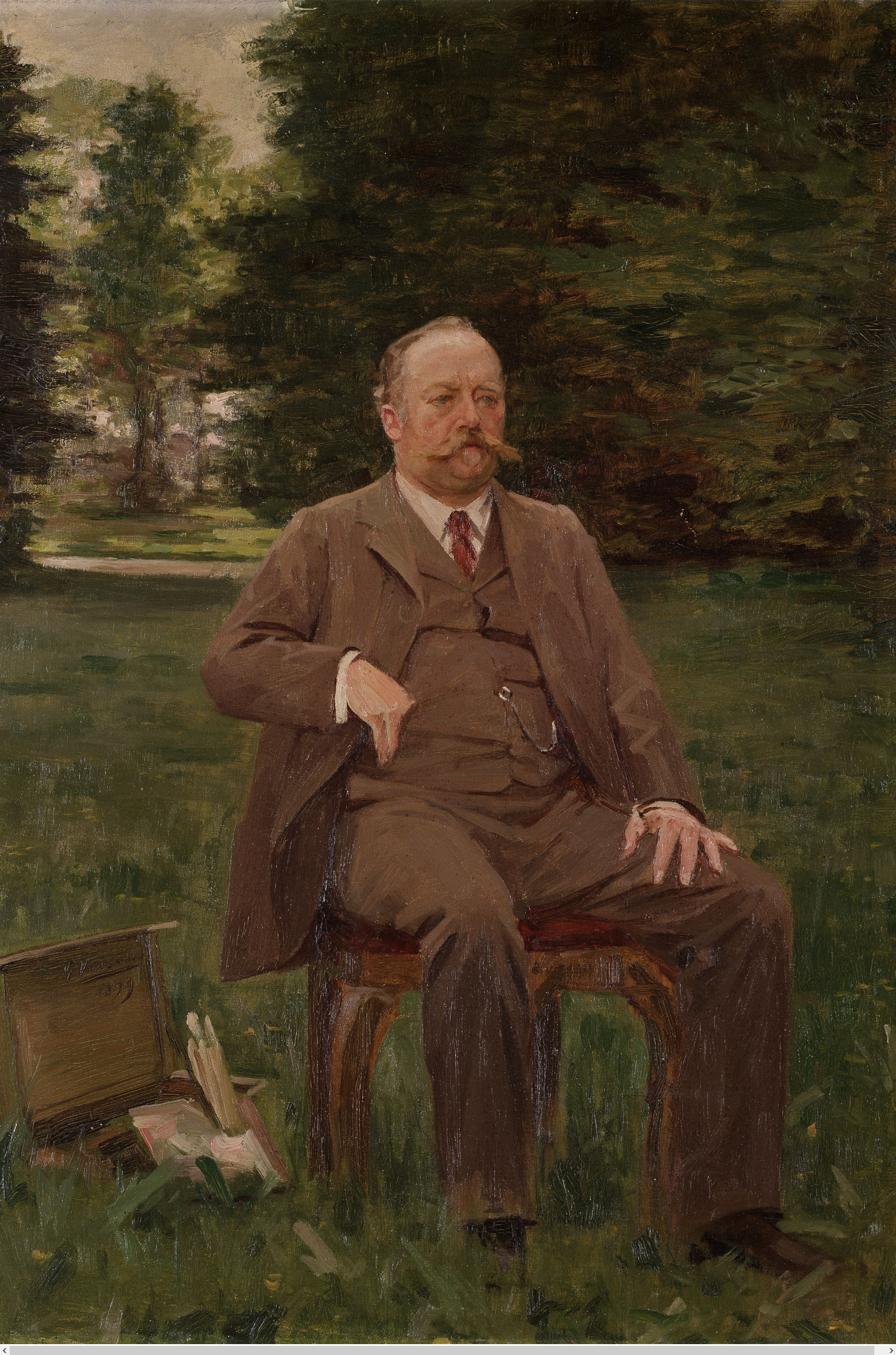
Fernand Scribe door Gustaaf Vanaise

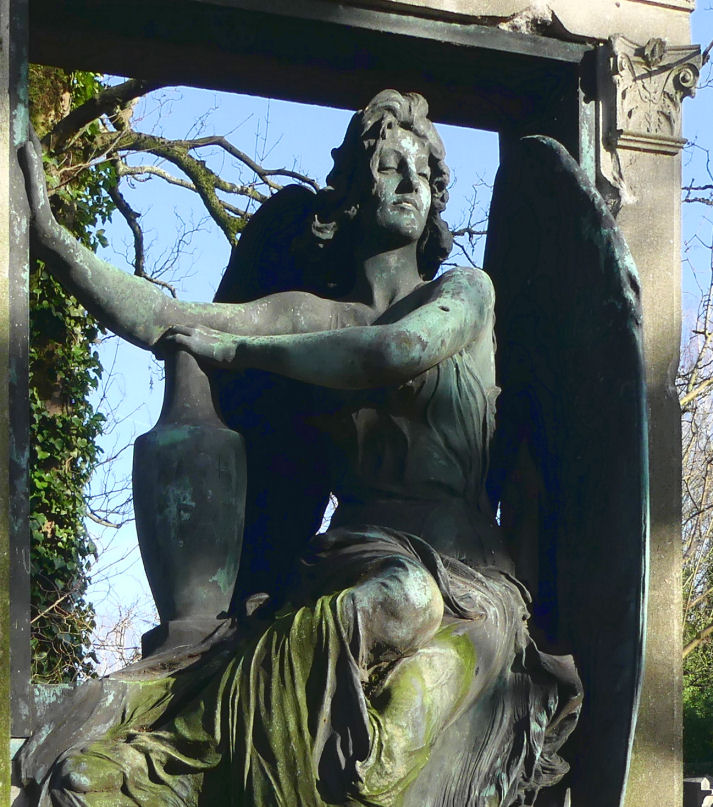
praalgraf in brons van Fernand Scribe door Jacques de Lalaing (1858-1917), Gent.

Fernand Scribe (Gent, 1851 - Bottelare, 1913) was een Belgisch kunstschilder, kunstverzamelaar en mecenas.

## Levensloop
Scribe stamde uit een welstellende familie van Gentse industriëlen. Hij behaalde een ingenieursdiploma maar was nooit echt actief in de industrie.
Zijn hele leven stond in het teken van de beeldende kunst.
Hij was leerling aan de Academie van Gent (met de status van liefhebber-dilettant) (1873-1875) en daarna privéleerling in de ateliers van Jean-François Portaels en Alfred Cluysenaar in Brussel (resp. 1875-1876 en 1876-1878). Hij rondde af met een beperkte studietijd aan de Académie Julian in Parijs (1881-1882).
Scribe schilderde voornamelijk landschappen en stadsgezichten en ook enkele portretten. Zijn thema's vond hij in Gent, in Vlaamse steden en op zijn vele reizen, ook in Noord-Afrika.
Hij was lid van het Kunstgenootschap in Gent en na de fusie ervan met de Société Littéraire de Gand, van de Cercle Artistique et Littéraire. Daar werd hij lid van de raad van bestuur.
Hij had een sleutelrol in de organisatie van de Gentse Salons vanaf 1883. Onvermoeibaar motiveerde hij binnen- en buitenlandse kunstenaars om deel te nemen en zo het succes van het salon te verzekeren.
Scribe was initiatiefnemer voor de stichting van de vriendenkring van het Gentse museum, de "Société des Amis du Musée de Gand" (1897).
Ondertussen legde hij een grote collectie oude en eigentijdse kunst aan. Bij legaat kwamen heel wat werken uit zijn collectie in het Museum voor Schone Kunsten en het Museum voor Sierkunsten (later het Design Museum Gent) van Gent terecht. 
Scribe is begraven op de Westerbegraafplaats, zijn praalgraf is versierd met een levensgrote bronzen figuur van de hand van Jacques de Lalaing.